# Shelby (Ohio)
Pour les articles homonymes, voir Shelby.
Shelby est une ville américaine située dans le comté de Richland, dans l'Ohio. Selon le recensement de 2010, sa population est de 9 317 habitants.